# Entitetni-odnosni model
Entitetni-odnosni (relacijski) model ali E-R model je natančna logična predstavitev podatkovnega modela, ki naj bi bil razumljiv tako uporabnikom kot strokovnjakom. Metoda uporabe je dovolj prilagodljiva, da jo lahko uporabimo v vseh okoljih, kjer je treba izdelati podatkovni model.

## Zgradba
Model je neodvisen od fizične ustvarjene podatkovne baze. E-R model je običajno predstavljen v obliki diagrama.
- Slabosti 
Ni matematično formuliran in ne podpira vseh faz modeliranja podatkov. Pomembno je omeniti tudi, da grafična notacija ni standardizirana.

## Način uporabe
V E-R modelu predstavljamo posamezne entitete, ki nastopajo v podatkovnem modelu. Entiteto predstavljajo posamezni atributi. V diagramu entiteto prikažemo v pravokotniku, atribute pa v elipsah. Ob imenu atributa, ki predstavlja primarni ključ, napišemo znak # ali pa ime podčrtamo.